# Liste des présidents de la Sierra Leone
Voici la liste des présidents de la république de Sierra Leone depuis la proclamation de la république le 19 avril 1971.
- 19 avril 1971 - 21 avril 1971 : Christopher Okoro Cole (en)
- 21 avril 1971 - 28 novembre 1985 : Siaka Stevens
- 28 novembre 1985 - 29 avril 1992 : major-général Joseph Saidu Momoh
- 29 avril 1992 - 1er mai 1992 : colonel Yahya Kanu
- 1er mai 1992 - 16 janvier 1996 : capitaine Valentine Strasser
- 16 janvier 1996 - 29 mars 1996 : général Julius Maada Bio
- 29 mars 1996 - 17 septembre 2007 : Ahmad Tejan Kabbah
- 25 mai 1997 - 6 février 1998 : commandant Johnny Paul Koroma
- 17 septembre 2007 - 4 avril 2018 : Ernest Bai Koroma
- 4 avril 2018 - en fonction : général Julius Maada Bio